# سیارک ۹۲۰۶
سیارک ۹۲۰۶ (به انگلیسی: 9206 Yanaikeizo، نامگذاری:1994RQ) نه هزار و دویست و ششمین سیارک کشف شده‌است که در ۱ سپتامبر ۱۹۹۴ کشف شد.